# Шатр сир Шер
Шатр сир Шер (фр. Châtres-sur-Cher) насеље је и општина у централној Француској у региону Центар (регион), у департману Лоар и Шер која припада префектури Роморантен Лантне.
По подацима из 2011. године у општини је живело 1099 становника, а густина насељености је износила 31,11 становника/km². Општина се простире на површини од 35,33 km². Налази се на средњој надморској висини од 103 метара (максималној 157 m, а минималној 87 m).

## Демографија
| 1962. | 1968. | 1975. | 1982. | 1990. | 1999. | 2011. |
| ----- | ----- | ----- | ----- | ----- | ----- | ----- |
| 974   | 1.059 | 1.009 | 1.110 | 1.074 | 1.129 | 1.099 |

График промене броја становника у току последњих година